# Roberto Poggiali
Roberto Poggiali (Florence, 16 april 1941) was een Italiaans wielrenner, die prof was tussen 1963 en 1978.

## Wielerloopbaan
Poggiali was een veelzijdige en talentvolle wegrenner die echter voornamelijk als meesterknecht optrad voor kopmannen als Felice Gimondi, Vito Taccone, Francesco Moser, Ercole Baldini en Gastone Nencini.
In misschien zijn mooiste zege, de onder helse weersomstandigheden verreden Waalse Pijl van 1965, klopte hij Felice Gimondi en Tom Simpson, en ook en passant Eddy Merckx, die die dag zijn debuut maakte bij de profs.
Qua postuur vertoonde hij op de fiets zeer veel overeenkomsten met Ole Ritter. Daarom waagde hij het eens om als dubbelganger op te treden in het Critérium van Cléguerec in de Morbihan waar aan Ole Ritter een dikke startpremie was beloofd. De organisatoren merkten niets en betaalden. Poggiali deed dat niet om te bedriegen, maar omdat hij als gregario alles overhad voor zijn kopman (toen Ritter), die op die dag te vermoeid was om te koersen.

## Belangrijkste overwinningen
1962
- 9e etappe Ronde van de Toekomst
- Nationaal kampioenschap op de weg, Amateurs

1965
- 7e etappe Ronde van Catalonië
- Waalse Pijl

1970
- Eindklassement Ronde van Zwitserland

1971
- Coppa Sabatini

1974
- Ronde van Latium

1976
- Ronde van Umbrië

## Resultaten in voornaamste wedstrijden
| Jaar | Ronde van Italië | Ronde van Frankrijk | Ronde van Spanje |
| ---- | ---------------- | ------------------- | ---------------- |
| 1963 | 24e              |                     |                  |
| 1964 | 14e              |                     |                  |
| 1965 | 8e               |                     |                  |
| 1966 | 22e              |                     |                  |
| 1967 | 19e              | 27e                 |                  |
| 1968 | opgave           |                     | 35e              |
| 1969 | 14e              | 51e                 |                  |
| 1970 | 11e              |                     |                  |
| 1971 | 32e              |                     |                  |
| 1972 | 12e              |                     |                  |
| 1973 | 12e              |                     |                  |
| 1974 | 20e              |                     |                  |
| 1975 |                  | 22e                 |                  |
| 1976 | 12e              |                     |                  |
| 1977 | 32e              |                     |                  |
| 1978 | 36e              |                     |                  |

| Jaar | Milaan-San Remo | Gent-Wevelgem | Ronde van Vlaanderen | Parijs-Roubaix | Amstel Gold Race | Luik-Bast.‑Luik | Ronde van Lombardije | Waalse Pijl |  | WK op de weg |
| ---- | --------------- | ------------- | -------------------- | -------------- | ---------------- | --------------- | -------------------- | ----------- |  | ------------ |
| 1963 |                 |               |                      |                |                  |                 | 25e                  |             |  |              |
| 1964 |                 |               |                      |                |                  |                 | 27e                  |             |  |              |
| 1965 | 33e             |               |                      |                |                  | 21e             | 17e                  | Goud        |  |              |
| 1966 | 10e             |               |                      |                |                  |                 |                      |             |  |              |
| 1967 | 82e             | 57e           | 34e                  | 40e            |                  |                 |                      | 31e         |  |              |
| 1968 | 89e             | 58e           | 55e                  | 34e            |                  |                 |                      |             |  |              |
| 1969 | 36e             |               |                      |                |                  | 20e             | 25e                  | 47e         |  |              |
| 1970 |                 |               |                      |                |                  |                 | 16e                  |             |  |              |
| 1971 | 37e             |               |                      |                |                  |                 |                      |             |  | 34e          |
| 1972 | 55e             |               |                      |                |                  |                 |                      |             |  |              |
| 1973 | 55e             |               |                      | 34e            |                  |                 | 20e                  |             |  | 9e           |
| 1974 | 16e             |               |                      |                |                  |                 |                      | 12e         |  |              |
| 1975 | 41e             |               |                      |                |                  |                 |                      |             |  | 18e          |
| 1976 | 53e             |               |                      |                |                  |                 | 13e                  |             |  | 38e          |
| 1977 | 55e             |               |                      |                | 31e              |                 |                      |             |  |              |
| 1978 | 80e             |               |                      |                |                  |                 |                      |             |  |              |